# Scedella boxiana
Scedella boxiana är en tvåvingeart som beskrevs av Munro 1957. Scedella boxiana ingår i släktet Scedella och familjen borrflugor. Inga underarter finns listade i Catalogue of Life.